# Handskakning

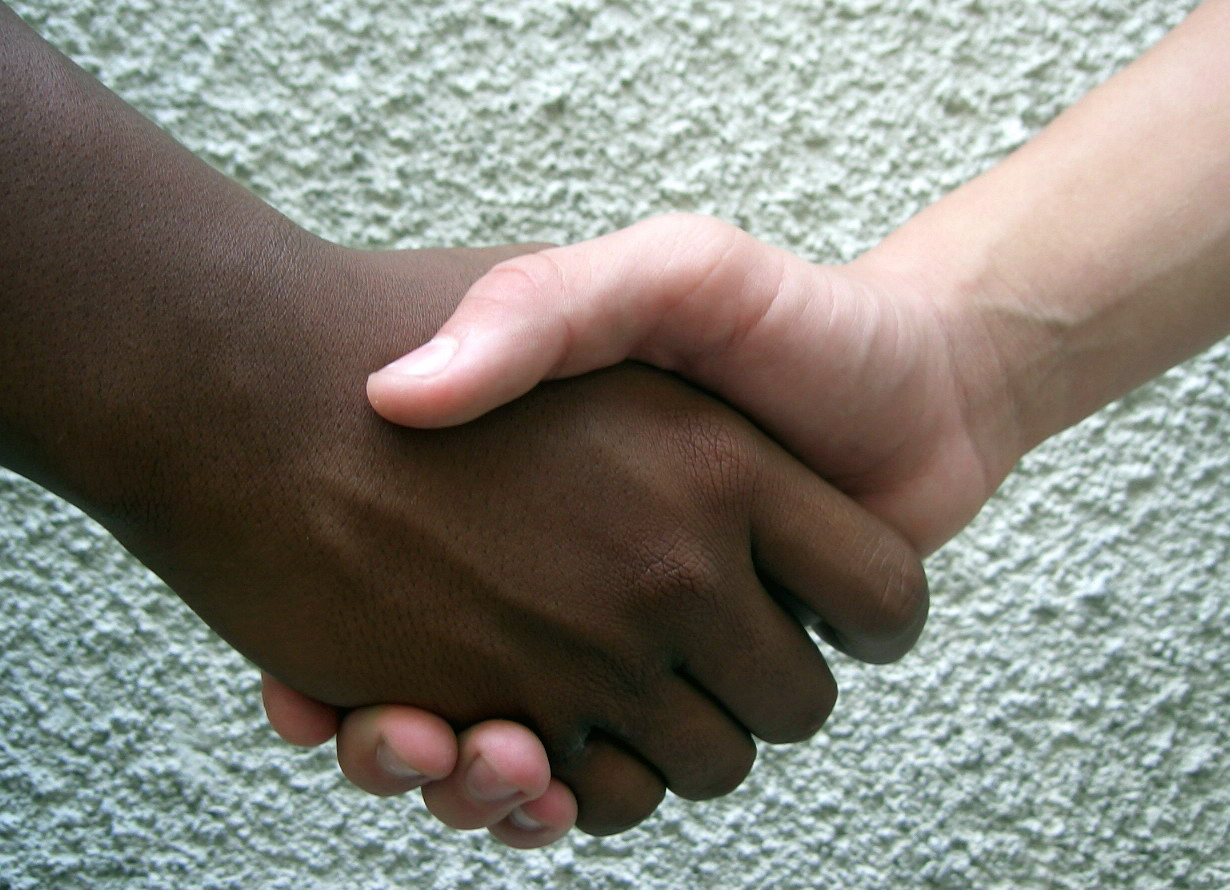
Handskakning

Handskakning, handslag, är en hälsningsgest, där två personer griper om varandras högerhand. I samband med handskakningen kan en flicka eller kvinna niga respektive en pojke eller man buga eller bocka med huvudet. Ett handslag kan också vara en symbolisk handling vid bekräftelse av avtal eller löfte, ingången förlikning och liknande. 
Seden att skaka hand som hälsning började troligtvis som ett sätt att visa att man var obeväpnad och inte ville varandra illa. Handskakningens ursprung är emellertid inte nedtecknat i historien och är därför mer eller mindre omöjligt att fastställa med säkerhet.
Ett handslag skall vara kort, fast och bestämt och man skall möta blicken på den man hälsar på. Det skall inte vara slappt. Det skall inte utföras med bara med fingrarna utan med hela handen, man skall inte ”veva” eller till varje pris visa hur stark man är. Höger hand används vid handskakning eftersom de flesta människor är högerhänta. I många länder till exempel i Mellanöstern anses dessutom att skillnaden mellan vänster och höger hand är av stor betydelse då vänster hand oftast anses som oren.